# Clipeus

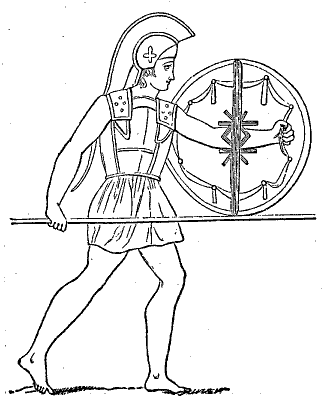
Clipeus

Clipeus oder Clipeum ist der lateinische Begriff für einen großen, metallenen Rund- oder Ovalschild.

## Etymologie
Clipeus von altlateinisch clupeus ist etymologisch mit altgriechisch καλύπτω („etwas decken, bedecken“) verwandt.

## Militärische Bedeutung

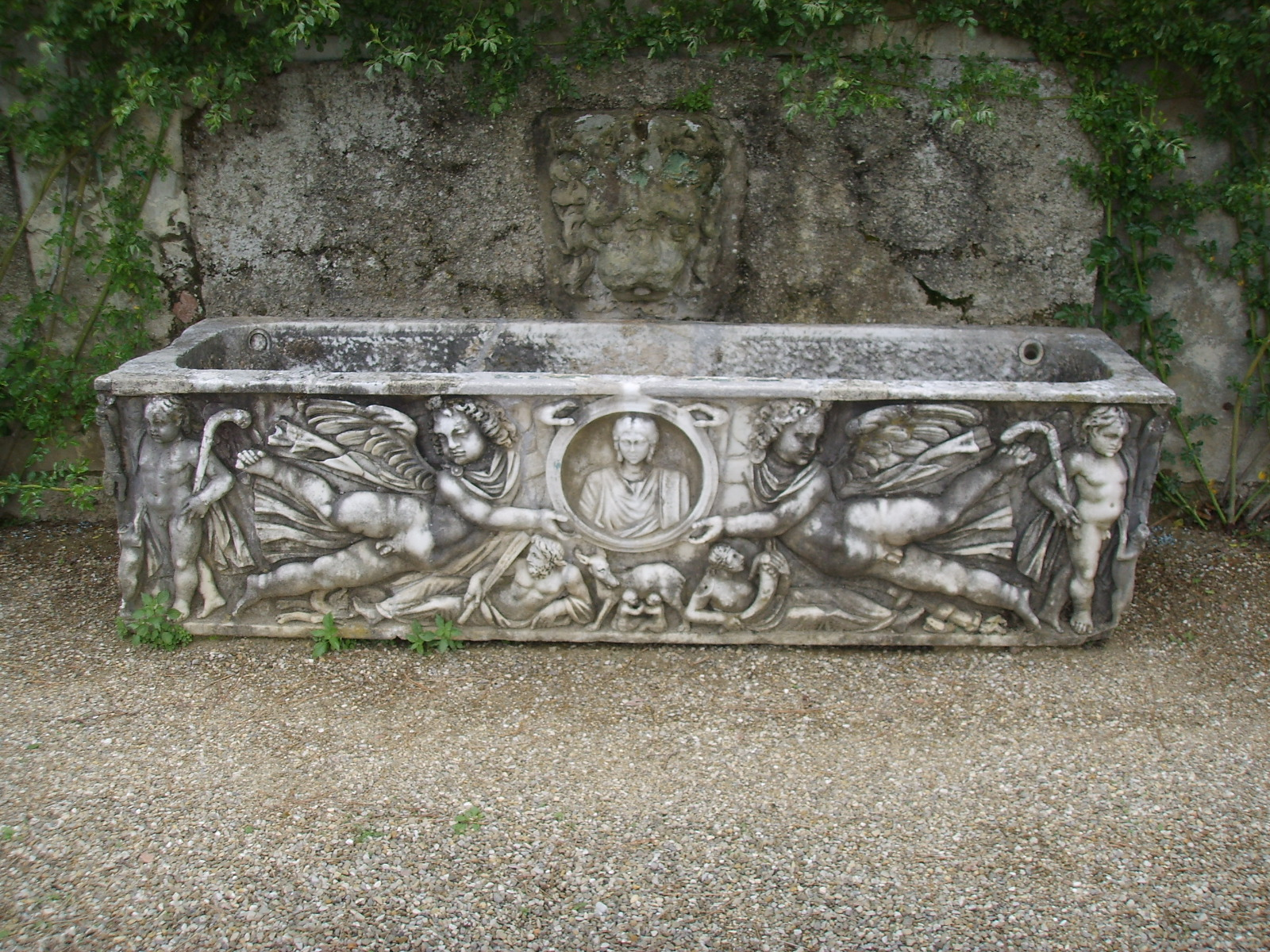
Eine imago clipeata auf einem Sarkophag, Florenz, Villa La Pietra

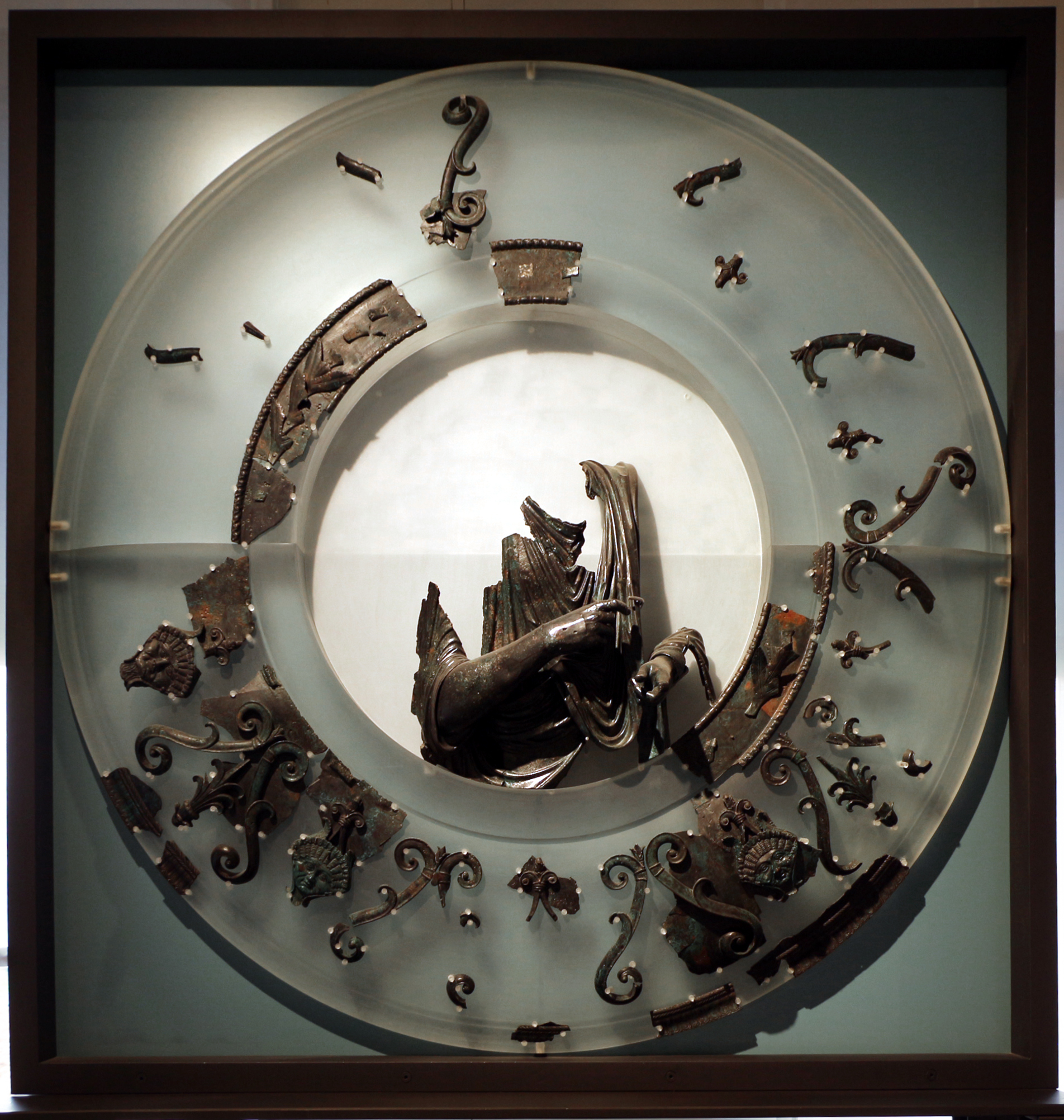
Fragmente eines bronzenen Ehrenschildes aus Iulium Carnicum im Museo Archeologico Nazionale in Cividale

Der Clipeus wurde im römischen Heer in der Frühzeit von den Soldaten der beiden ersten Glieder der Phalanx geführt. Er war der Standardschild der schweren, römischen Infanterie, deckte die linke Seite des Soldaten und entsprach in Form und Machart der griechischen Aspis. Laut Diodor haben die Römer diese Art des Schildes von den Etruskern entlehnt. Titus Livius zufolge wurde er bereits im ersten Samnitenkrieg vom ovalen Scutum abgelöst.
Römischen Soldaten, die sich im Kampf besonders auszeichneten, konnte ein Clipeus als ehrende Auszeichnung verliehen werden. Ein besonderes Exemplar dieses Schildes, der Clipeus virtutis, wurde Kaiser Augustus verliehen und diente als wichtiges Element in dessen Herrschaftsrepräsentation.

## Clipeus als Dekorationselement
In einer zweiten Bedeutung steht der Begriff für ein rundes Porträt eines Verstorbenen an dessen Sarkophag. Eine solche imago clipeata kann auch in Stein gehauen sein. Im weiteren Sinne wird der Begriff allgemein auf runde, schildförmige Dekorationsmotive angewandt.
Im Mittelalter und in der Renaissance wurde der Clipeus als Brustbild in Form eines Medaillons aufgegriffen und häufig am Rahmen eines Bildes angebracht oder als architektonisches Ornament benutzt.